# オリン・フリーマン
オリン・エラスタス・フリーマン（Orrin Erastus Freeman、1830年9月9日〈墓碑には1820年9月3日〉 - 1866年8月16日）は、アメリカの写真家、商人。1860年に日本で最初の写真スタジオを開設した。

## 経歴
1830年、ボストンに生まれる。父親は大工、祖父は医師、曽祖父はニューハンプシャーの裁判所判事。酒場の店主をしていたが、弟が中国でビジネスに成功したため、自らも中国に行く決心をし、母ともう1人の弟とともに1859年3月、上海に到着。このとき、アンブロタイプのカメラを持っていた。理由は不明だが、最初は上海ではなく内陸の蘇州市に写真スタジオを開いたが、流行らなかったようで1859年7月にはスタジオを上海に移した。ここではそこそこ成功したようだが、1860年の初めころには横浜に移り、日本で最初の写真スタジオを開業した（ただし、本業は雑貨商でスタジオは副業であったようである）。
開業して1年も立たないうちに、フリーマンのもとに鵜飼玉川が訪れた。鵜飼は、フリーマンから写真術を学ぶと共に機材・スタジオ一式を買い取り、日本で最初の職業写真家となった。
その後は写真の仕事から離れたが、横浜で商人として成功を収めた。しかし、1866年には突然麻痺におそわれて死亡し、横浜の外国人墓地22区に埋葬された。所有していた横浜の不動産は、遺言で2人の兄弟に遺された。